# Hernandia stenura
Hernandia stenura là một loài thực vật thuộc họ Hernandiaceae. Loài này có ở Costa Rica, Nicaragua, và Panama.